# Dave Marsh
Dave Marsh (Pontiac, Míchigan; 1 de marzo de 1950) es un crítico musical, autor, editor y presentador de radio estadounidense. Fue uno de los primeros editores de la revista Creem, ha escrito para publicaciones como Newsday, The Village Voice y Rolling Stone, y ha publicado libros sobre música y artistas, centrados principalmente en el rock. Es miembro del comité del Salón de la Fama del Rock and Roll.

## Carrera
Marsh nació en Pontiac, Míchigan, se graduó de la Waterford Kettering High School en 1968 y asistió brevemente a la Universidad Estatal Wayne en Detroit. Comenzó su carrera como crítico de rock y editor de la revista Creem, que ayudó a fundar. En Creem, fue asesorado por su amigo y colega Lester Bangs. A Marsh se le atribuye haber acuñado el término «punk rock» en un artículo de 1971 que escribió sobre Question Mark & the Mysterians. Aunque fue un temprano impulsor del punk, en una entrevista de 2001 dijoː «no estoy seguro si fue más importante que el disco», y sostuvo que el rap ha tenido más influencia en la historia del rock.
Ha escrito ampliamente sobre sus artistas favoritos, incluido Marvin Gaye, cuyo sencillo "I Heard It Through the Grapevine" eligió como canción favorita en su libro The Heart of Rock and Soul: the 1001 Greatest Singles Ever Made, y Sly Stone, a quien llamó "uno de los más grandes aventureros musicales que el rock ha conocido". Marsh ha publicado cuatro libros sobre Bruce Springsteen, dos de los cuales, Born to Run y Glory Days, se convirtieron en bestsellers. Junto con John Swenson, editó The Rolling Stone Album Guide.
Junto con el editor de Rolling Stone, Jann Wenner, Marsh ha estado involucrado en la organización del Salón de la Fama del Rock and Roll. En ocasiones, Marsh ha ocasionado controversia debido a sus comentarios negativos sobre artistas que le desagradan, incluidos U2, Queen, Journey, Air Supply, Grateful Dead y Kiss. Con respecto a la inducción al Salón de la Fama del Rock and Roll de los últimos, dijo: "Kiss no es una gran banda. Kiss nunca fue una gran banda. Kiss nunca será una gran banda, y he hecho mi parte para mantenerlos fuera de las votaciones." Después de muchas nominaciones, la banda finalmente fue incorporada en 2014; en el transcurso, Marsh dijo: "Toda esa mediocridad fue lo suficientemente inofensiva hasta que el jactancioso bajista decidió convertirla en una máquina de propaganda para las dos únicas cosas que ha amado: Gene Simmons y el dinero". Marsh también ha recibido el apoyo de músicos, como Pete Townshend, Nona Hendryx, Dion, Tom Morello, Jackson Browne y Steven Van Zandt.
Ha editado y contribuido a Rock and Roll Confidential, un boletín sobre música rock y temas sociales. Desde entonces, el boletín ha pasado a llamarse Rock and Rap Confidential. Marsh contribuyó al libro de 1994 Mid-Life Confidential, un libro sobre y escrito por Rock Bottom Remainders, una banda de rock compuesta por autores estadounidenses. También ha trabajado para Newsday y The Real Paper. Su libro más reciente, 360 Sound: The Columbia Records Story - Legends and Legacy, se publicó en octubre de 2012. En el mismo formato que Heart of Rock and Soul, el libro cubre 264 canciones de Columbia Records a partir de la interpretación de 1890 de "Washington Post March" de John Philip Sousa y avanzando cronológicamente hasta "Rolling in the Deep" de Adele de 2011.
Marsh presenta tres programas de Sirius XM Radio, uno llamado Live from E Street Nation, que se transmite en E Street Radio y el segundo Kick Out the Jams, que se transmite semanalmente en The Spectrum. El título hace referencia al álbum de MC5 Kick Out the Jams. El tercero, Live From the Land of Hopes and Dreams, es un programa de entrevistas políticas transmitido en Sirius Left, canal 146 y America Left, canal 167 en XM Satellite Radio.
Es cofundador y administrador del Fondo Kristen Ann Carr, creado en memoria de su hijastra que murió de sarcoma en 1993. El fondo se ha dedicado a apoyar la investigación en el tratamiento y la cura del sarcoma, así como a mejorar las condiciones de vida de los adultos jóvenes con cáncer y sus familias.